# 渗漏扫描
渗漏扫描（Leaky scanning）是真核生物細胞中核糖體（43S起始前複合物）掃描mRNA的5′非翻译区時，跳過前方的起始密碼子AUG，從較下游的AUG開始轉譯的機制。轉譯一般是由mRNA上最靠5'的AUG開始，但當其周圍序列配置不適合起始轉譯時，43S起始前複合物會跳過第一個AUG，繼續往3'掃描，改由較下游的AUG開始轉譯蛋白質。
渗漏扫描的機制最早由美國生物學家玛丽莲·科扎克闡明。AUG密碼子在GCCRCCAUGG（Kozak序列，其中R表示A或G）中時最適合起始轉譯，當AUG周圍的序列與此不一致時，多數核糖體可能會發生滲漏掃描，即跳過該AUG，繼續往下游尋找更適宜起始轉譯的AUG，僅有少數核糖體會在該處起始轉譯，因此自可能轉譯生成數種不同的蛋白質。渗漏扫描發生於許多病毒的mRNA轉譯過程，真核細胞自身的mRNA轉譯也有此機制。